# Des amours de sœurcières 2
Série Des amours de sœurcières
Des amours de sœurcières
(2005)
Pour plus de détails, voir Fiche technique et Distribution.
Des amours de sœurcières 2 (Twitches Too) est un téléfilm américain de la collection des Disney Channel Original Movie réalisé par Stuart Gillard diffusé en 2007.

## Synopsis
Après avoir vaincu les Ténèbres, les deux sorcières jumelles Alex et Camryn apprennent à gérer leur vie de princesse à Coventry .
Mais lorsqu'une ombre menace d'émerger du Pays des Ombres, elles vont devoir à nouveau s'unir pour triompher du Mal. Seulement un doute plane : s'agit-il encore de Thantos, leur oncle malfaisant ou bien de leur père qui aurait survécu 21 ans plus tôt.

## Fiche technique
- Réalisation : Stuart Gillard
- Scénario : Daniel Berendsen et H.B. Gilmour
- Musique : John Van Tongeren
- Genre : famille
- Date de diffusion :  États-Unis : 8 octobre 2007

## Distribution
- Tia Mowry (VF : Julie Turin) : Alex Fielding / Arthémis
- Tamera Mowry (VF : Julie Turin) : Camryn Barnes / Apolla
- Chris Gallinger : Demitri
- Jackie Rosenbaum (VF : Noémie Orphelin) : Beth
- Kristen Wilson (VF : Dorothée Jemma) : Miranda
- Pat Kelly : Karsh

## Bande son
La chanson So Bring It On de l'album TCG de Les Cheetah Girls était dans ce film.